# Jean-Baptiste Duroselle
Jean-Baptiste Duroselle (Parigi, 17 novembre 1917 – Arradon, 12 settembre 1994) è stato uno storico francese.

## Biografia
Dopo aver iniziato la carriera militare, prosegue gli studi in storia e geografia. Affascinato dalle lezioni accademiche di Pierre Renouvin, ne diventa assistente nel 1945. In seguito ottiene la cattedra all'Università della Saarland a Saarbrücken, che mantiene dal 1950 al 1957, per poi insegnare alla Sorbona.  
È stato professore invitato di storia delle relazioni internazionali all'Institut universitaire des hautes études internationales dell'Università di Ginevra negli anni 1977-1979. 
Nel 1972, insieme allo storico italiano Enrico Serra ha istituito un comitato italo-francese di studi storici che è stato molto attivo nell'organizzazione di importanti convegni e nella pubblicazione di libri.
Celebre per i suoi studi sulle relazioni internazionali e la storia europea del XX secolo, per i suoi lavori ha conseguito il Premio Balzan per le Scienze Sociali nel 1982.

## Opere
- Les débuts du catholicisme social en France (1951; trad. it. 1974)
- Histoire Diplomatique du 1919 à nos jours, (1953-1986; trad. it. Storia diplomatica dal 1919 ai nostri giorni 1998)
- L'idée d'Europe dans l'histoire (1964; trad. it. 1964)
- L'Europe de 1815 à nos jours (1964; trad. it. 1974)
- Le conflit de Trieste, 1948-1954 (1966)
- Deux siècles de relations franco-américaines, 1770-1976 (1976)
- La décadence: 1932-1939 (1979)
- Enrico Serra e Jean-Baptiste Duroselle (a cura di), L'emigrazione italiana in Francia prima del 1914, Milano, Franco Angeli Editore, 1978.
- Enrico Serra e Jean-Baptiste Duroselle (a cura di), Italia e Francia dal 1919 al 1939, Milano, Istituto per gli studi di politica internazionale, 1981.
- Tout empire périra: théorie des relations internationales 1981)
- L'abîme: 1939-1945 (1982)
- Enrico Serra e Jean-Baptiste Duroselle (a cura di), Italia e Francia, 1939-1945 (2 Voll.), Milano, Franco Angeli Editore, 1984.
- Enrico Serra e Jean-Baptiste Duroselle (a cura di), Il vincolo culturale fra Italia e Francia negli anni Trenta e Quaranta, Milano, Franco Angeli Editore, 1986.
- Storia dell'Europa (1990)